# Начкебиа, Даур Капитонович
Даур Капитонович Начкебиа (абх. Даур Капитон-иҧа Наҷҟьебиа; в русских источниках также Начкебия, род. 24 июля 1960, Пакуаш, Абхазская ССР) — абхазский государственный деятель, член Правительства Республики Абхазия; с 20 октября 2011 года — министр образования Абхазии, член Союза писателей Абхазии.
В молодые годы — журналист, редактор, публицист.

## Биография
Родился 24 июля 1960 года в селе Пакуаш Очамчырского района Абхазской АССР.
В 1977 году окончил школу-интернат № 1 в Сухуме.
В 1982 году окончил физический факультет Тбилисского государственного университета.
С 1983 по 1984 годы работал младшим научным сотрудником кафедры общей физики Абхазского государственного университета.
Во время Отечественной войны народа Абхазии 1992—1993 годов — главный редактор русской службы Абхазского радио.
С 1985 по 1996 годы — литературный консультант Союза писателей Абхазии.
С 1997 года — ответственный секретарь Комиссии по Государственной премии им. Д. И. Гулиа.
В 2001—2004 годах являлся редактором газеты «Айтайра» оппозиционного общественно-политического движения «Айтайра» («Возрождение»).
Член Союза писателей и Союза журналистов Абхазии. Пишет по-абхазски и по-русски, автор нескольких книг прозы, публицистики и романа «Берег ночи».
С 2007 по 2008 годы обучался на Высших литературных курсах при Литературном институте им. А. М. Горького.
С апреля 2010 года назначен директором Абхазского государственного издательства.
20 октября 2011 года указом президента назначен министром образования Абхазии.
Женат, имеет двоих детей.

## Награды
Заслуженный работник культуры Республики Абхазия (2024).
Лауреат Государственной премии Республики Абхазия им. Д. И. Гулиа (2016).
Лауреат Международной литературной премии им. Фазиля Искандера (2021).